# StG44突击步枪
StG44突击步枪（Sturmgewehr 44，定型投产时名為MP43）是納粹德國於二戰中研發及生產的一種突擊步枪，亦是人類歷史上第一支使用短药筒中间型威力枪弹并大规模装备、真正意義上的突擊步槍，被公認為现代步兵史上划时代的成就之一。

## 設計及歷史

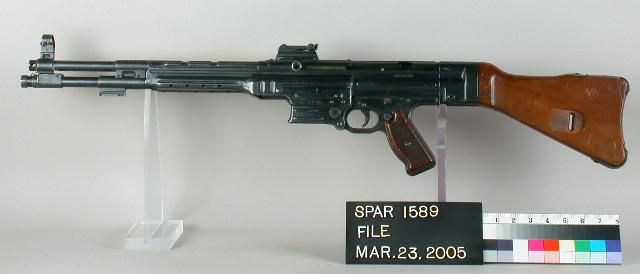
Mkb42

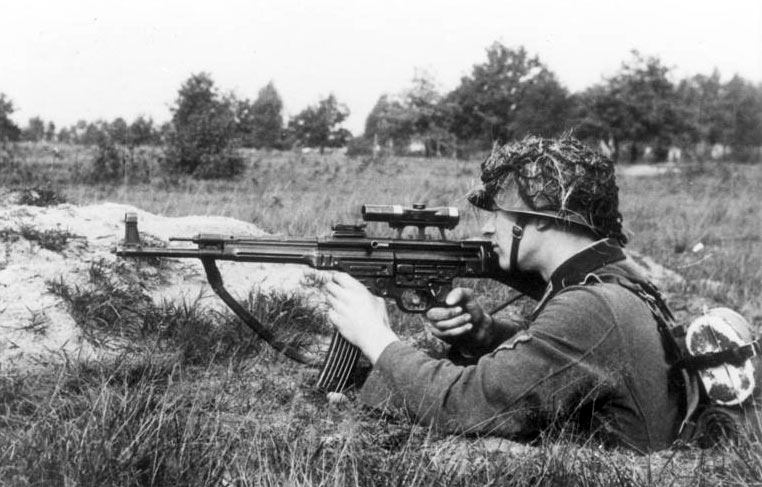
德軍士兵使用裝有ZF-4瞄準鏡的StG44（當時被稱為MP43），攝於1943年

實驗證明二十世紀初的標準的步槍彈藥對自動步槍來說威力過大，當時的自動步槍像機槍般採用全威力彈，導致連發射擊時難以控制精度，其重量亦不方便單兵攜帶。到30年代後期，德国陸軍開始研究威力小一些的短藥筒彈藥，將冲锋枪的特點結合到全自動步槍上，雖然射程不如步槍，但可保持比步槍輕便的特點並改善連發射擊精度，兼具傳統步槍射程精度與衝鋒槍方便攜帶、反應迅速、火力強大的優點。
黑內爾公司以槍械設計師路易斯·施邁瑟擔任方案設計師，開始設計使用短藥筒彈藥的自動步槍。1941年，經過反覆實驗後德國成功研制一種7.92×33毫米短彈。它的長度比當時的德軍7.92×57毫米標準步槍子彈短，彈頭更輕，發射火藥也較少，使單兵能攜帶更多發彈藥；單發彈頭在有效射程內的威力足以癱瘓一名敵軍，全自動火力密度直逼衝鋒槍，後座力亦在可控制的範圍內。這類短彈被稱為中间型威力枪弹，隨後能使用這種短槍彈的新型自動步槍很快被研制出來。
1942年黑內爾公司設計使用7.92×33毫米短槍彈的原型槍MKb42（MKb是德語Maschinenkarabiner的縮寫，意為：自動卡賓槍），經測試後被德國軍方選中。
- 該槍採用氣導式自動原理，以及槍栓偏轉式閉鎖方式，在擊發槍彈後，少部分氣體順著槍管上的小孔，經過導氣管導入機匣，用以推動槍栓向後，完成拋殼、重新上膛和再擊發的過程。其單發閉鎖系統使槍手在單發射擊模式時，能在有效射程內保持合理的精確度，並有全自動射擊模式以應付突發的近距離作戰。
- 此外，該槍可有效壓制衝鋒槍射程外的敵方火力據點，在數把突擊步槍密集開火時能發射大量子彈呼嘯劃過敵方及擊中敵人四周，對敵產生心理恐懼，將其壓制在掩體後方；密集的火力也大幅提高擊中敵方的機率，在笨重的班用輕機槍或者更多把的手動、半自動步槍以外提供了更方便的選擇，在當時同類輕武器中屬於劃時代的設計。
- 槍械的弧形彈匣能裝入30發子彈，比所有現役步槍載彈量更高，減少戰時士兵更換彈夾的次數；前置的瞻孔能讓士兵於光線不足的環境中大致上瞄準目標，雖然如此會犧牲掉部分遠距打擊的精確度，但畢竟此武器原初設計上並非是作為精確射擊之用，而為了彌補這項缺憾，早期版本亦可加裝光學瞄準鏡。
- 全槍大量採用沖壓工藝，生產成本較機械加工低和有效率，適合大規模生產。

原型槍進行了小批量生產，藉由空投方式火速送往東線戰場上一支正遭到紅軍圍困的德國部隊手上，使部隊成功突圍而出。其前衛的設計概念震撼紅軍，也因此激發俄國研製相似概念的武器，催生出舉世聞名的AK。
但是該槍的生產過程並非順遂，納粹德國元首希特勒早先因為尚未意識到當時戰爭型態已由一戰遠距壕溝戰演變至近距離城鎮戰，而以該武器既無法打擊400m以外的敵人，近距離火力密集度又不如現役衝鋒槍為理由，禁止生產這種不倫不類的武器，只能夠少量的投入研究。為了繞過希特勒下令停止該槍研制的干擾，順利投入生產，它借用了冲锋枪的命名方式，命名為MP43（Maschinenpistole 43）以暫時瞞過元首，但此槍的彈藥和威力實際上都是步槍的規格，而非手槍子彈等級。MP43隨後做了些許利於生產的設計變更後，定名為MP44，少量發配到部隊之中。

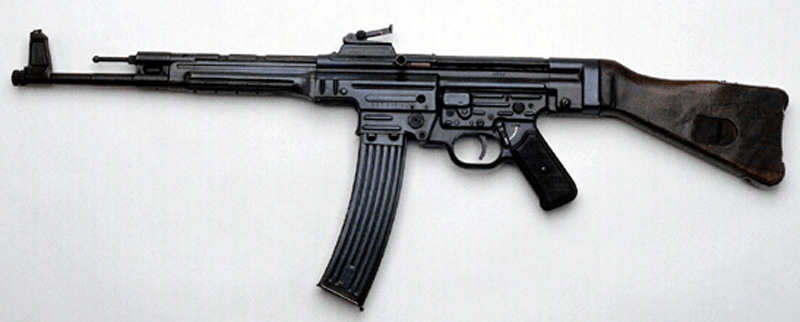
StG44

但紙總包不住火，1944年，希特勒赴東線視察戰況，當他問及德軍將士需要什麼時，將士們異口同聲回答:「更多的新步槍！」希特勒很好奇這是什麼武器，一看之下發現是自己早已禁止生產的武器。希特勒一開始大為困惑並震怒，直到看過該槍火力展示後了解當初的看法有所偏差，於是宣佈把MP44改定名為Sturmgewehr 44（意指突擊步槍1944年型），簡稱StG44，並優先生產該槍，這也是「突擊步槍」一名的由來。由於納粹德國瀕臨戰敗，到戰爭結束時該槍僅生產了40萬支而無法全面裝備德軍，但該槍在1944年曾普遍裝備於裝甲旅中，在相關戰役中也對西線同盟軍帶來不小震撼。
盡管盟軍的分析員同意說這款槍枝的準確度「就其所屬的武器類型而言是優異的」，但他們也認為StG44「笨重」和「不順手」，一旦故障就要丟棄；當它和堅硬的地面衝擊過後會導致槍身彎曲和槍栓卡死，而且因為它的反作用力彈簧藏在槍托裡，只要槍托被破壞的話整把槍就不能使用。
該槍的設計概念影響深遠，從最早的AK，到比利時原先構想FAL時計劃採用的概念都受其影響；美軍因為不能接受不倫不類的中距離突擊步槍，仍然繼續研製M14這類傳統步槍，直到越戰時遭到手持AK的越共士兵痛擊後，才由國內眾多步槍設計方案中選出概念最接近的AR-15，命名為M16並裝備美軍部隊。從此該設計理念終於被廣泛運用至親蘇和親美國家的武器中。
除了納粹德國有採用之外，阿根廷也曾少量採購StG44用作測試。

## 二戰後的採用

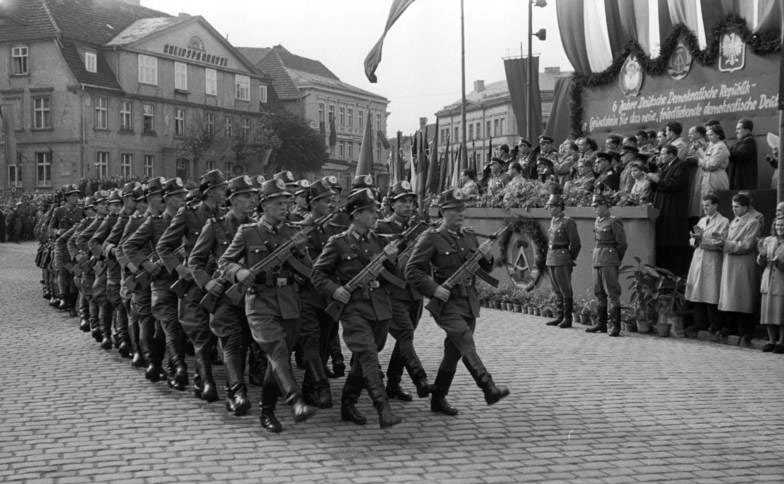
1955年装备StG44的东德人民警察

東德國家人民軍及警察在戰後一段短時間內以「MPi.44」的名義使用過StG44，其後在列裝AK步槍後便把它們完全淘汰。另外，捷克斯洛伐克社會主義共和國也曾短暫裝備過StG44，後來捷克政府把它們賣了給敘利亞等國。南斯拉夫社會主義聯邦共和國亦有把德意志國防軍遺留的StG44配發給南斯拉夫人民軍傘兵部隊使用，直到它們在1983年完全被扎斯塔瓦M70取代為止；之後南斯拉夫把部份退役的StG44賣給英國的收藏家及其他友好的中東和非洲國家。
阿根廷曾在1940年代末至1950年代初於當地生產StG44的實驗版本，然而他們最後還是採用了FN FAL，這是考慮到7.62×51毫米北約子彈在當時的普及程度和火力更強等因素，而且更能撇清該國跟納粹德國的聯繫。
在冷戰期間蘇聯和其他東方陣營國家向一些友好國家和反政府游擊隊提供了大量在二戰期間繳獲的德軍槍械和彈藥，當中亦包括了StG44，其中法軍在阿爾及利亞發現了大量StG44並確認它們來自捷克斯洛伐克。越南南方民族解放陣線在越戰期間亦被發現使用該種步槍。目前一些在中東和非洲之角的民兵和游擊隊仍然有限度使用StG44，美軍亦曾於伊拉克叛軍及民兵手上繳獲該槍。在敘利亞內戰期間，敘利亞叛軍也曾從敘利亞政府軍的軍火庫內繳獲5,000多枝StG44並用於實戰，包括把它們安裝在遙控武器系統上。

## 轉角槍管
轉角射擊的概念最早源自於一戰。當時的澳洲軍隊就曾製作過相關的組件。在二戰時期，德意志國防軍也曾為MG42和StG44等槍械製作了一種名為“Krummlauf”的轉角槍管以更有效地攻擊位於死角位的敵人，這些槍管有扭曲30°、45°、60°和90°的版本。由於子彈在出膛時會撞擊彎曲的槍管而變成碎片飛散出去，從而製造出類似散彈槍的效果導致毫無精度可言，殺傷力也不甚理想。基於子彈出膛時必定會被撞成碎片，這些彎曲槍管的壽命本身也極短，視不同版本而定，一般介乎150—300發左右。納粹德國的武器工程師曾作出多番嘗試來使Krummlauf實用化，包括在槍管上開孔以促進散熱並減慢子彈的出膛速度，可是並沒有取得顯著成功，Krummlauf至今仍被軍事專家普遍認為是一種失敗的設計。此外，美國和蘇聯軍方在二戰過後也曾測試過類似的設計。
不過，轉角射擊的概念後來被以色列所繼承，他們並在21世紀成功研製出墙角枪（Corner Shot），目前已獲部份國家的反恐部隊所裝備。

## 夜視狙擊鏡
在1945年德軍為StG44突擊步槍開發出了Zielgerät 1229夜視狙擊鏡(ZG 1229)，裝備ZG 1229狙擊鏡的德軍擲彈兵士兵有著「Nachtjäger」暗夜獵兵外號。但配備ZG 1229的StG44步槍僅在戰爭的最後幾個月才開始部署，大多數研究人員都認為，就這種類型瞄準具戰鬥使用狀況沒有可靠的資訊參考。

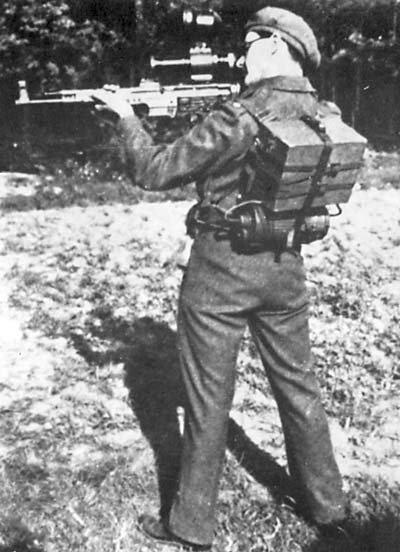
英軍士兵示範裝在StG44突擊步槍上的Zielgerät ZG 1229

## 現代重製型
目前德國的HZA Kulmbach公司推出了Mkb42、MP43和StG44的半自動現代重製版，分別命名為「BD 42(H)」 、「BD 43/1」和「BD 44」。另外也有一些廠商宣佈將要生產多種現代口徑的StG44復刻槍。

## 使用國

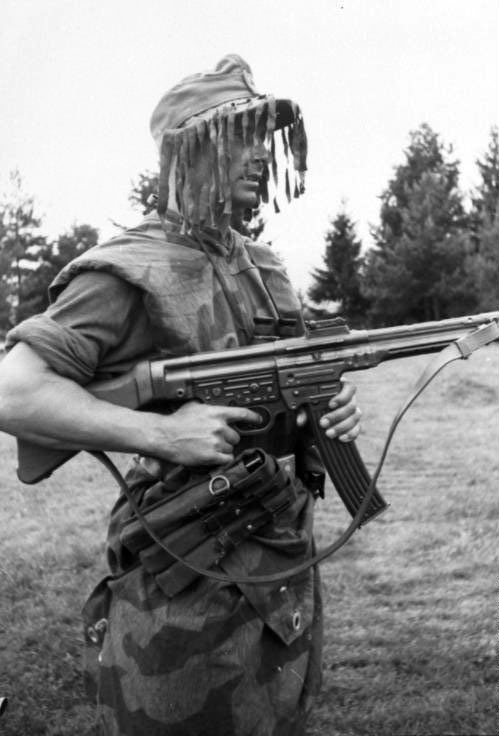
手持StG44的德意志國防軍士兵

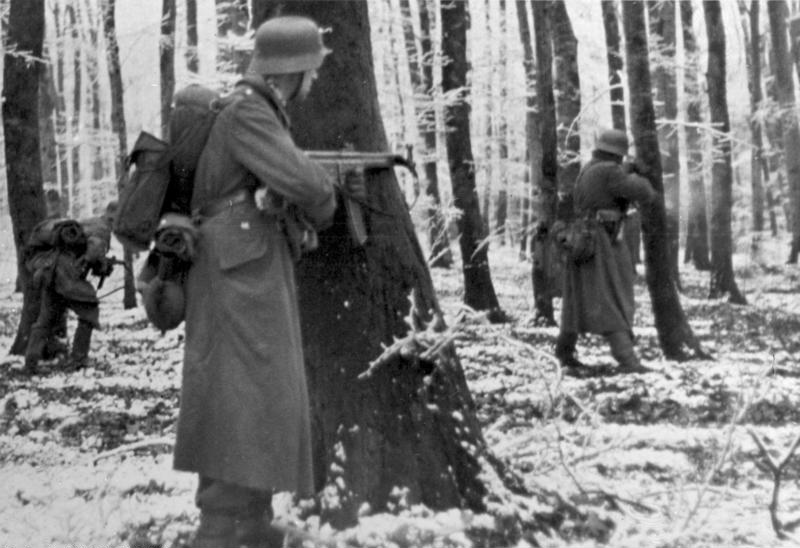
在盧森堡作戰的德軍士兵

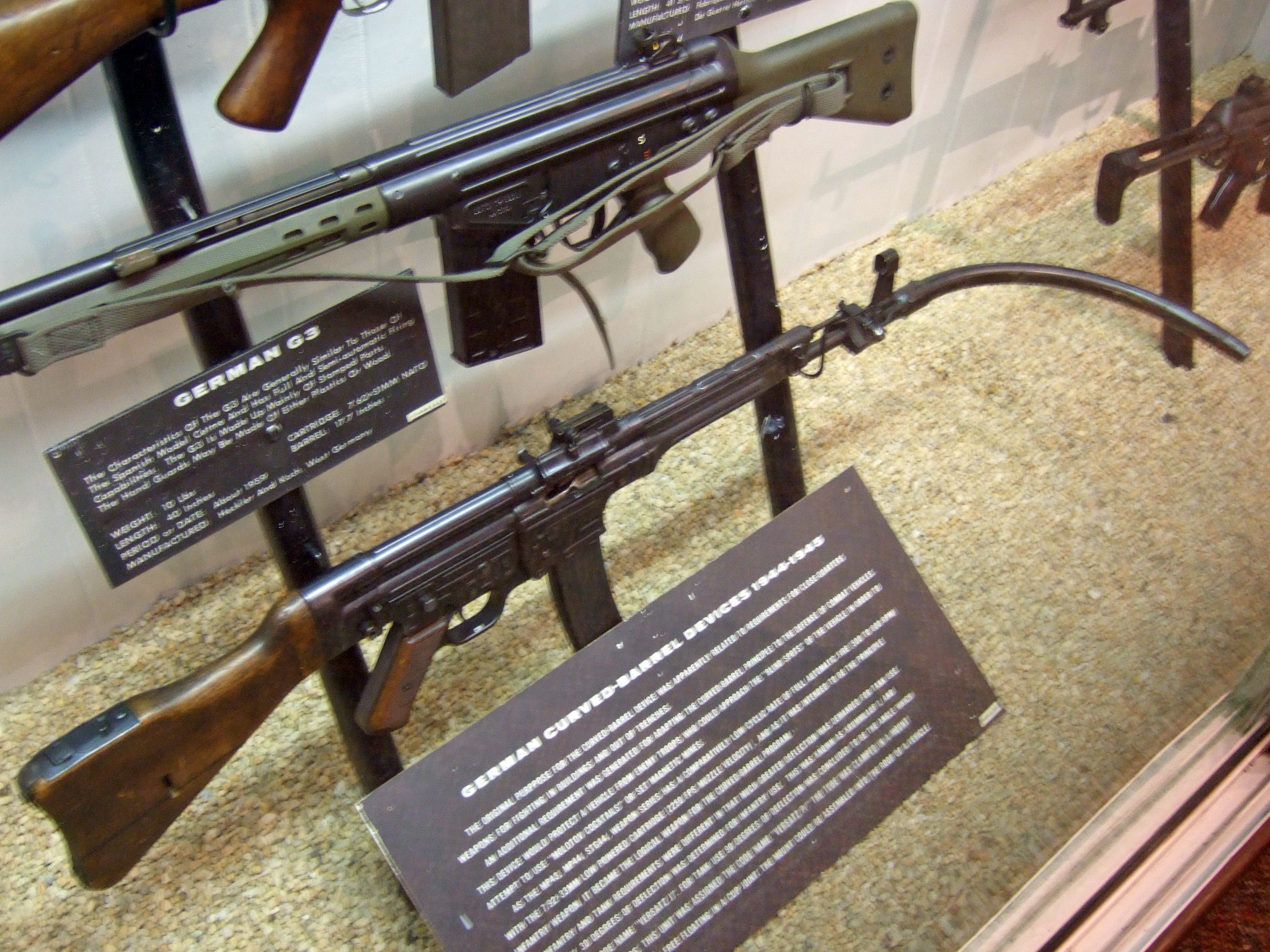
HK G3與附有Krummlauf轉角裝置的StG44

- 阿尔及利亚：阿爾及利亞獨立戰爭期間由捷克斯洛伐克軍援提供。
- 阿根廷
- 捷克斯洛伐克社會主義共和國：自納粹德軍收繳。
- 埃及
- 法國：自納粹德軍收繳，並在法越戰爭期間使用。
- 納粹德國
  - 德意志國防軍
  - 武裝黨衛軍
- 西德：繼承自納粹政權，在立國初期使用。
- 东德：繼承自納粹政權及由蘇聯供應。
  - 德國人民警察：直到1960年代開始被AK步槍所取代。
- 匈牙利人民共和国
- 伊拉克
- 黎巴嫩
- 利比亞
- 波蘭人民共和國
- 叙利亚：從捷克斯洛伐克及東德進口，敘利亞內戰期間被多個武裝勢力繳獲使用。
- 土耳其
- 乌克兰：繼承自前蘇聯的庫存。
- 苏联：自納粹德軍收繳。
- 南斯拉夫社會主義聯邦共和國：自納粹德軍收繳，使用至1980年代。
  - 南斯拉夫人民軍

### 非國家團體
- 越南南方民族解放陣線
- 索馬里民兵
- 伊拉克叛軍
- 敘利亞反對派和革命力量全國聯盟
- 伊斯兰国

## 登場作品

### 電影
- 2004年—：由德意志國防軍士兵所使用。
- 2014年—：由唐恩·「戰爸」·柯利爾上士（布萊德·彼特飾演）和德意志國防軍士兵所使用。

### 電視劇
- 2001年—《諾曼第大空降 》：由德意志國防軍士兵所使用。

### 電子遊戲
- 2000年—《榮譽勳章：地下戰場（英语：Medal of Honor: Underground）》：命名為“MP44”。
- 2002年—：命名為“StG-44”。
- 2002年—：命名為“StG-44”。
- 2003年—：命名為“StG-44”，德意志國防軍陣營武器。
- 2003年—：命名為“MP44”，奇怪的被描繪為開放式槍栓設計，由德意志國防軍所使用。
- 2004年—：命名為“MP44”，奇怪的被描繪為開放式槍栓設計，由德意志國防軍所使用。
- 2004年—《榮譽勳章：前線》：命名為“StG-44”。
- 2004年—：命名為“StG-44”，德意志國防軍陣營武器。
- 2005年—《2》：命名為“MP44”，奇怪的被描繪為開放式槍栓設計，由德意志國防軍所使用。
- 2006年—《3》：命名為“MP44”，奇怪的被描繪為開放式槍栓設計，由德意志國防軍所使用。
- 2006年—《赤色交響樂隊：東線41-45（英语：Red Orchestra: Ostfront 41-45）》：命名為“Stg44”，由德意志國防軍所使用。
- 2007年—《榮譽勳章：先鋒部隊（英语：Medal of Honor: Vanguard）》：命名為“StG-44”。
- 2007年—：命名為“StG-44”。
- 2007年—《榮譽勳章：鐵膽英豪2》:命名為「STG44」。較系列作品出場次數少，出現在第六關某廢墟旁與第七關的某間屋子的桌上。
- 2007年—《戰地之王》
- 2007年—《絕對武力Online》：命名為“StG44”。
- 2007年—及重製版：命名為“MP44”，只於聯機模式登場，無法進行任何改裝。奇怪地覆進簧是設置在機匣內而非槍托內，而且快慢機設置在保險位置。
- 2008年—：命名為“StG-44”，奇怪的設有空倉掛機。戰役模式中由德意志國防軍和武裝黨衛軍所使用。聯機模式可由所有陣營所使用，並可使用消焰器、光圈照準器、光學瞄準鏡。
- 2009年—《德軍總部：黑曜陰謀》
- 2010年—：命名為“StG-44”，奇怪的設有空倉掛機。僅於戰役模式關卡“新星計劃”中登場，由德意志國防軍所使用。
- 2012年—：只於殭屍模式中登場。
- 2012年—《战争前线》：命名为“StG44”，为步枪手专用武器，在二战纪念活动期间限时可购买时限版本。以30发弹匣供彈，可以改装前期生产型号光学瞄准镜，除此外无任何可改装部件。
- 2013年—《英雄连2》：StG44，在游戏中西德和东德阵营出现，可通过步兵花费60弹药升级或生产个别兵种获得。
- 2014年—：於2015年8月的一次更新中添加到遊戲內，命名為“STG44”。
- 2015年—：只於殭屍模式中登場。
- 2016年—《英雄與將軍》：為德國步兵武器，可改装ZF-4光學瞄準鏡。
- 2017年—《恥辱之日》
- 2017年—《世界大戰：英雄》：命名為“MP44”，為玩家10級解鎖的武器，使用1100金幣可購買，可安裝紅點瞄準鏡丶彈匣和子彈，另外版本命名為“MP44 Nachtiäger”，為玩家45級解鎖的武器，使用20000金幣可購買，可安裝上述“MP44”的配件和“MP44”沒有的前期生產型號光學瞄準鏡和“吸血鬼”主動式紅外線夜視儀瞄準器，根據槍托左側的斯泰爾-曼利夏商標，可以看出上述兩型在遊戲中均由現實中的斯泰爾-曼利夏生產。
- 2017年—：命名為“StG44”，使用“延長彈匣”時會改以延長的直形彈匣供彈。戰役模式中由德意志國防軍所使用。聯機模式時於等級15解鎖，可使用改裝包括：鏡片瞄具、快速出槍、握把、反射式瞄具、大口徑、穩定瞄準、全金屬披甲彈、4倍瞄準鏡、速射、延長彈匣、高級膛線、刺刀。
- 2018年—：命名為“StG 44”，單人模式中由德意志國防軍所使用，奇怪地會出現在1942年的關卡，而且覆進簧是設置在機匣內而非槍托內。聯機模式中為所有陣營突擊兵的解鎖武器。
- 2021年—《決勝時刻：先鋒》：命名為“STG44”。
- 2021年—《戰地風雲2042》：作為戰地風雲入口的武器登場。
- 2021年—《蔚藍檔案》：赤司淳子的固有武器「Diner's Outlaw」原型。
- 2021年—《應徵入伍》：作為軸心國科技樹BRV的突擊兵武器。
- 2023年—《決勝時刻：現代戰爭III》：第五季實裝，為現代化版本，命名為“STG44”。

## 外部連結
- 1945年生產的MP44圖片（页面存档备份，存于）
- Modern Firearms StG44突击步枪
- Evolution of the Sturmgewehr: MP43/1, MP43, MP44, and StG44 （页面存档备份，存于）
- Sturmgewehr MP-44 Part I: Mechanics（页面存档备份，存于）
- Sturmgewehr MP-44 Part II: History & Implementation（页面存档备份，存于）
- How does stg.44 work in 3D animation WWII weapon（页面存档备份，存于）